# Morad El Hattab
Morad El Hattab, nascido em 24 de maio de 1974 é um escritor e ensaísta francês, de origem marroquina.

## Biografia
Ele trabalhou como conselheiro em economia .
Em 2005 ele recebeu o Lucien Caroubi prêmio literário "pela paz e tolerância" por seu livro  Chronique d'un buveur de lune   .
Ele foi implicado no movimento contra o conflito de Darfur .

## Filosofia
Ele é considerado um humanista do mundo muçulmano .

## Publicações
Ensaios
- Saif Al Islam Kadhafi ; un rêve d'avenir pour la Libye, avec Erick bonnier, Encre D'orient, 17 octobre 2019, ISBN 9782367601953.
- La génération 68 au service de la mondialisation; réponse à André Glucksmann, Biblieurope, 13 mai 2008, ISBN 9782848281162.
- La finance mondiale : tout va exploser ; les cycles financiers spéculatifs : un modèle économique instable, avec Philippe Jumel, Leo scheer, 17 novembre 2008, ISBN  9782756101804.
- Kriz ; d'une crise à l'autre, avec Philippe Jumel, Leo scheer, 10 mars 2012, ISBN 9782756103792.
- La Vérité sur la crise, con Irving Silverschmidt, (2010).
- La crise est finie, la suivante arrive, SiLeo scheer, 15 aout 2010, ISBN 9782756102559.
- La France ; une étrange faillite, con Pierre-Philippe Baudel, Philippe Jumel, Alphares,  15 mai 2014, ISBN  9782848390178.
- Vladimir Poutine, le nouveau de Gaulle, Perspectives libres, 2018.

Livro coletivo
- Urgence Darfour, Morad El Hattab (dirección) con André Glucksmann, Bernard Kouchner, Bernard-Henri Lévy, Jaques Julliard, Gérard Prunier, Jacky Mamou, Richard Rossin, Philippe Val, Des idées et des hommes, 2007, ISBN 978-2-3536-9025-1.

Novela
- Chroniques d'un buveur de lune - sur le mal et l'amour, Albin michel, 1 septembre 2015, ISBN 9782226258618.